# Well-to-Wheel
Well-to-Wheel (auch: Well to Wheel, Well2Wheel oder WTW, wörtlich: „vom Bohrloch bis zum Rad“) ist eine  Betrachtungs- bzw. Analysemethode im Bereich der Kraftfahrzeuge. Dabei wird die gesamte Wirkungskette für die Fortbewegung von der Gewinnung und Bereitstellung der Antriebsenergie bis zur Umwandlung in kinetische Energie untersucht.

## Allgemeines

Verschiedene Kraftstoffpfade erfordern unterschiedliche Energiemengen, um 100 km zu fahren. Von links nach rechts: Kohle zu Strom zu Elektroauto. Erneuerbare Energie (z. B. Wind oder Photovoltaik) zu batteriebetriebenem Elektroauto. Erneuerbare Energie zu Wasserstoff zu Wasserstoffauto. Erdöl zu Diesel zu Auto mit klassischem Verbrennungsmotor.

In der Well-to-Wheel-Betrachtung werden die Teilbereiche Well-to-Tank (Energiebereitstellung) und Tank-to-Wheel (Fahrzeugwirkungsgrad) zusammengefasst. Dabei können Fahrzeughersteller stets nur den Teilbereich Tank-to-Wheel konstruktiv beeinflussen. Nur dieser ist daher in Herstellerangaben zum Fahrzeug (Kraftstoff-/Energieverbrauch bzw. Abgasangaben bzw. CO2-Ausstoß) enthalten. Mit Simulationsprogrammen können Zusammenhänge veranschaulicht und Optimierungsmöglichkeiten aufgezeigt werden.
Well-to-Wheel-Untersuchungen können unter verschiedenen Gesichtspunkten durchgeführt werden:
- Wirkungsgrad der Energieumwandlungskette (Effizienz)
- Gesamtenergiebedarf
- Verbrauch fossiler Primärenergien
- Schadstoffausstoß

Die Well-to-Wheel-Betrachtung spielt auch bei der ökologischen Bewertung eine große Rolle. Allerdings erfasst Well-to-Wheel nur den tatsächlichen Betrieb des Kraftfahrzeuges, weder Wartung und Unterhalt, noch den Herstellungs- und Entsorgungsaufwand. In Untersuchungen zur Ökobilanz wird dagegen der gesamte Lebenszyklus einschließlich Herstellung und Verwertung analysiert.

## Well-to-Wheel bei Fahrzeugen mit Verbrennungsmotor
Bei Fahrzeugen mit Verbrennungsmotor ist der größte Verlust die nicht genutzte Verbrennungswärme, die Kraftstofferzeugung und -bereitstellung erfolgt überwiegend aus fossilen Primärenergien und mit einem hohen Wirkungsgrad. Daher sind die Unterschiede von den Herstellerangaben Tank-to-Wheel zu Well-to-Wheel relativ gering. Allerdings ist der Wirkungsgrad Well-to-Tank mit ca. 90 % bei Dieselkraftstoff, ca. 82 % bei Benzin und ca. 86 % bei Erdgas nicht vernachlässigbar, wenn mit alternativen Antriebstechnologien verglichen wird.
Als Sonderfall kann der BMW Hydrogen 7 gelten, dessen modifizierter Verbrennungsmotor mit Wasserstoff betrieben wird. Neben der fast völligen lokalen Emissionsfreiheit (bei Tank-to-Wheel entstehen lediglich Wasserdampf und geringe Mengen Stickoxide) ist bei der Well-to-Wheel-Betrachtung ähnlich wie beim Brennstoffzellenfahrzeug der Aufwand zur Wasserstofferzeugung und -bereitstellung einzubeziehen. Die Wasserstoffherstellung nutzt derzeit (2015) fast ausschließlich fossile Primärenergien. Deren Aufbereitung sowie die notwendige Verflüssigung führen zu einem niedrigen Well-to-Wheel-Wirkungsgrad bzw. hohem Verbrauch fossiler Primärenergien mit entsprechend hohem CO2-Ausstoß.

## Well-to-Wheel bei Fahrzeugen mit Elektroantrieb
Das Elektroauto hat einen sehr hohen Wirkungsgrad Tank-to-Wheel und keinerlei lokale CO2-Emissionen. Dies drückt sich in den sehr geringen Herstellerangaben Tank-to-Wheel beim Verbrauch (15–20 kWh/100 km) und der Angabe zum CO2-Ausstoß (0 g CO2/km) aus. Die Verluste entstehen hauptsächlich bei der Stromerzeugung und -bereitstellung, also Well-to-Tank. Daher wird oftmals die Well-to-Tank-Kette mit einbezogen und somit im Gegensatz zum herkömmlichen Fahrzeug mit Verbrennungsmotor (Herstellerangaben ausschließlich Tank-to-Wheel) bei Angaben zum Elektroauto die Daten Well-to-Wheel angegeben. Für objektive Vergleiche sollten daher immer die gleichen Wirkketten der verschiedenen Kraftfahrzeuge betrachtet werden. 2014 fuhr ein mit dem deutschen Strommix (29 % Erneuerbare Energien) geladenes Elektroauto mit ca. 20 Prozent weniger CO2-Ausstoß als Fahrzeuge mit fossilen Kraftstoffen. 2019 (45 % Anteil Erneuerbare Energien) sinkt dieser Anteil weiter.
Wird ein Elektroauto vollständig mit erneuerbaren Energien angetrieben, sinken die Well-to-Wheel CO2-Emissionen fast auf Null.

## Well-to-Wheel bei Fahrzeugen mit Hybridantrieb
Beim Hybridantrieb kommt es zu einer Verbindung verschiedener Antriebsarten. Dies erschwert eine allgemeingültige Aussage, da je nach Konzept und vor allem auch dem individuellen Fahrprofil die Anteile der Antriebsarten variieren und somit der Wirkungsgrad und der Schadstoffausstoß Well-to-Wheel stark schwanken können. Einen Anhaltspunkt bilden die Angaben zum Normverbrauch, welche sich allerdings auf ein Fahrprofil beziehen, welches in der Praxis auch stark abweichen kann.
Die aktuellen Verbrauchsangaben für Elektrohybrid-Fahrzeuge – ECE-Norm R 101 stehen offen in der Kritik, da sie weder die benötigte (vorher eingeladene) elektrische Energiemenge berücksichtigt, noch die elektrische Reichweite der Fahrzeuge aufzeigen. Zugunsten der Automobilindustrie werde Greenwashing betrieben und der Kunde vorsätzlich über die wahren Energieverbräuche/Kraftstoffkosten getäuscht. Dies hat sich bis 2019 nicht geändert, in der Praxis verbrauchen Hybridautos vier Mal so viel Kraftstoff wie in den Prüfzyklen ermittelt wird und mehr – und emittieren damit auch bis zu vier Mal so viel CO2 und andere Stoffe wie angegeben.

### Brennstoffzellenfahrzeuge
Beim Brennstoffzellenfahrzeug wie dem Honda FCX handelt es sich um ein Fahrzeug mit Elektroantrieb, bei dem zur Erhöhung der Reichweite eine Brennstoffzelle als Reichweitenverlängerer (Range Extender) eingebaut ist. Obwohl die Fahrzeuge lokal (Tank-to-Wheel) emissionsfrei fahren und einen hohen Wirkungsgrad besitzen, werden bei der Wasserstofferzeugung und -bereitstellung (Well-to-Tank) große Mengen Energie benötigt (Verflüssigung für Transport und Lagerung, Kompression bis 700 bar in den Drucktank) und fossile Primärenergien eingesetzt. Daher ist das Brennstoffzellenfahrzeug derzeit (2015) bei Betrachtung der Well-to-Wheel-Kette ebenso wie das Elektroauto (außer man lädt es mit regenerativen Energien) nicht schadstofffrei und besitzt im Vergleich zu diesem einen deutlich schlechteren energetischen Wirkungsgrad.
Für die Verfahrenskette Regenerativer Stromelektrolyse – Niederdruck-Wasserstoffspeicherung (200 bar) – (zentrale) Rückverstromung mit Brennstoffzelle wird ohne Nutzung der Wärmeenergie von einem Wirkungsgrad von 30 % ausgegangen. Für diese Wirkkette ist derzeit (2012) die Wirtschaftlichkeit noch nicht gegeben. Außerdem bleiben die Verluste für die Verflüssigung und Lagerung (Ausgasen) an der Tankstelle (sofern nicht per Pipeline versorgt) sowie der Aufwand für die Höchstkompression (700 bar) für mobile Anwendung in Drucktanks ebenso wie die Zwischenspeicherung von elektrischer Energie in Traktionsbatterien unberücksichtigt.
Während also die Hersteller ihre Fahrzeuge (Tank-to-Wheel) als das „mit Abstand umweltfreundlichstes Auto der Welt“ rühmen, wurde es bei einer Well-to-Wheel-Betrachtung auch schon als „eines der klimafeindlichsten Autos überhaupt“ bezeichnet. Ihr Well-to-Wheel-Wirkungsgrad liegt systembedingt immer niedriger als der reiner Elektroautos.

### Hybride mit Verbrennungsmotor
Hier wird versucht, die hohe Effizienz des Elektroantriebes zu nutzen, die Nachteile der begrenzten Reichweite aber durch eine Kombination mit Verbrennungsmotor zu kompensieren. Derzeit existiert eine parallele Entwicklung verschiedener Konzepte:
- Serieller Hybrid: Ein oder mehrere Elektromotor(en) treiben das Fahrzeug an, keine mechanische Verbindung Verbrennungsmotor zum Fahrzeugantrieb, dieser lädt über einen Generator den Akkumulator nach
- Leistungsverzweigender Hybrid: Obiges Konzept, Möglichkeit eines direkten Einkoppelns der Antriebsleistung des Verbrennungsmotors, meist in dessen günstigstem Arbeitsbereich (zum Beispiel Chevrolet Volt, Toyota Prius)
- Paralleler Hybrid: beide Antriebssysteme können das Fahrzeug bewegen, oder in schwächerer Ausführung ohne ausschließlichen elektrischen Fahrbetrieb als:
- Milder Hybrid: Der Verbrennungsmotor treibt das Fahrzeug an, der Elektromotor wirkt lediglich unterstützend und realisiert oft auch eine Rekuperationsbremse oder Anfahrhilfe zur Wirkungsgraderhöhung.